# Total Fucking Darkness
Total Fucking Darkness es una cinta de casete lanzada por la banda Cradle of Filth. El vocalista Dani Filth ha afirmado que se trata del demo más importante que la banda ha hecho. Sus cinco canciones tuvieron una producción pobre, resultando en un demo de baja calidad.
A pesar de que el álbum es descrito como Death Metal, era la primera grabación que capturaba sus influencias con riffs de Black Metal y letras "satánicas". También fue su última grabación lanzada en casete.

## Curiosidades
Total Fucking Darkness se cree que es un "promo" del demo cancelado Goetia. La canción "The Black Goddess Rises" fue regrabada para su próximo álbum.

## Total Fucking Darkness (Remasterización) (2014)
El álbum fue lanzado comercialmente en forma remasterizada en 2014. La versión remasterizada incluye también la única pista que sobrevive desde el que iba a ser el álbum debut de la banda, Goetia. Junto a los temas originales del álbum, se incluyen cuatro pistas grabadas en una sesión de ensayo en octubre de 1992.

## Pistas deTotal Fucking Darkness, 1993
1. "The Black Goddess Rises" – 6:26
2. "Unbridled at Dusk" – 7:13
3. "The Raping of Faith" – 5:44
4. "As Deep as any Burial" – 4:04
5. "Fraternally Yours, 666 (outro)" – 4:26

## Pistas deTotal Fucking DarknessRemasterizado, 2014
1. Spattered in Faeces
2. The Black Goddess Rises
3. As Deep As Any Burial
4. Unbridled At Dusk
5. The Raping of Faith
6. Fraternally Yours, 666
7. Devil Mayfair (Advocatus Diaboli)
8. The Black Goddess Rises
9. Seance and Mandrake (Instrumental)
10. The Raping of Faith
11. Unbridled at Dusk
12. Hekate Enthroned (Instrumental)

## Créditos
- Dani Filth - Voz
- Paul Allender - Guitarra
- Paul Ryan - Guitarra
- Robin Graves - Bajo
- Benjamin Ryan - Teclados
- Darren J. White - Batería